# Zuni Pueblo
Zuni Pueblo est une census-designated place (CDP) dans le comté de McKinley au Nouveau-Mexique, aux États-Unis. Elle est peuplée essentiellement de Zuñis.